# حصار ميسولونغي الثالث
حصار ميسولونغي الثالث (باليونانية: Τρίτη Πολιορκία του Μεσσολογίου) هو جزء من حرب الاستقلال اليونانية التي حدثت بين الدولة العثمانية والثوار اليونانيين، من 15 أبريل 1825 إلى 10 أبريل 1826. حاول العثمانيون الاستيلاء على المدينة مرتين سابقًا في عامي 1822 و1823 لكنهم فشلوا، ثم عادوا في عام 1825 مع قوة بحرية وبرية أكبر، وصمد اليونانيون مدة عام تقريبًا قبل نفاد الطعام، وحاولوا حينها كسر الحصار، ما أدى إلى كارثة مع مقتل الجزء الأكبر من اليونانيين بفعل الحصار. كانت هذه الهزيمة عاملًا رئيسيًا أدى إلى تدخل القوى العظمى التي تعاطفت مع القضية القومية اليونانية عندما سمعت عن الفظائع المرتكبة بحقهم.

## تمهيد
فرض العثمانيون حصارًا على ميسولونغي أول مرة في عام 1822، ثم في عام 1823. وفي أبريل 1824 توفي الشاعر الإنجليزي الكبير اللورد بايرون في ميسولونغي بسبب المرض، ما زاد من شهرة المدينة.

## الحصار
تقدمت القوات العثمانية في ربيع عام 1825 لمحاصرة ميسولونغي مرة أخرى. وأُبلغ القائد العثماني رشيد محمد باشا بوضوح: إما أن تسقط ميسولونغي أو رأسك، لأن السلطان لن يتسامح مع حصار ثالث فاشل، وكانت تلك العقوبة شائعة في الدولة العثمانية للجنرالات الذين فشلوا في تحقيق المهام الموكلة إليهم. امتدت ميسولونغي على مساحة كبيرة من الأرض محاطة ببحيرة مليئة بالجزر، ما منحها موقعًا دفاعيًا قويًا. تتحكم ثلاث جزر -هي: مارماريس وكليسوفا وأيتوليكو- بمدخل البحيرة الشاطئة. كانت أغلب الأراضي على الجانب الشرقي مستنقعات مع سهل مفتوح واسع، وكانت المدينة محاطة بأسوار ترابية، وعززت دفاعاتها على يد المهندس العسكري مايكل كوكينيس من كيوس الذي بنى سلسلة من 17 حصنًا تحتوي على 48 بندقية و4 مدافع هاون. أطلق كوكينيس أسماء أبطال الحرية على هذه الحصون مثل بنيامين فرانكلين وويليام أوف أورانج وتاديوس كوزيوسزكو ولورد بايرون وكارل فون نورمان إهرنفيلز وماركوس بوتساريس ولورد شيفيلد وغيرهم. كان المدافعون عن المدينة نحو 3 آلاف رجل معظمهم يونانيون مع مجموعات من الإيطاليين والسويسريين والألمان. قاد الدفاع عن المدينة ثلاثة من القادة أبرزهم نوتيس بوتساريس. على الجانب الآخر كانت القوات العثمانية حوالي 20 ألف رجل بينهم 8 آلاف جندي عثماني محترف والباقي من الجنود الألبان غير النظاميين، مع حوالي 4 آلاف رجل من اليونانيين المستعبدين للعمل على بناء الموانئ للسفن العثمانية، واضطر الجنود اليونانيون لقتل مواطنيهم دون قصد لأنهم ضمن صفوف العثمانيين.
أمر القائد العثماني رشيد محمد باشا العبيد اليونانيين بالعمل على بناء سلسلة من الخنادق حول ميسولونغي، ما سهّل تقدم جنوده تدريجيًا نحو المدينة ليصلوا في النهاية لنحو 100 ياردة من ميسولونغي. كانت خطوط الإمداد العثمانية طويلة، ولم يكن لدى القوات العثمانية ما يكفي من المدافع لدك جدران ميسولونغي وحصونها، وكلما حدث اختراق في جانب معين في المدينة واجه المدافعون القوات العثمانية بهجمات مضادة خصوصًا في الليل.